# San Francisco del Monte de Oro
Pour les articles homonymes, voir San Francisco (homonymie).
San Francisco del Monte de Oro, ou simplement San Francisco, est une localité argentine située dans le département d'Ayacucho, province de San Luis. Elle est située au nord de la province.

## Histoire

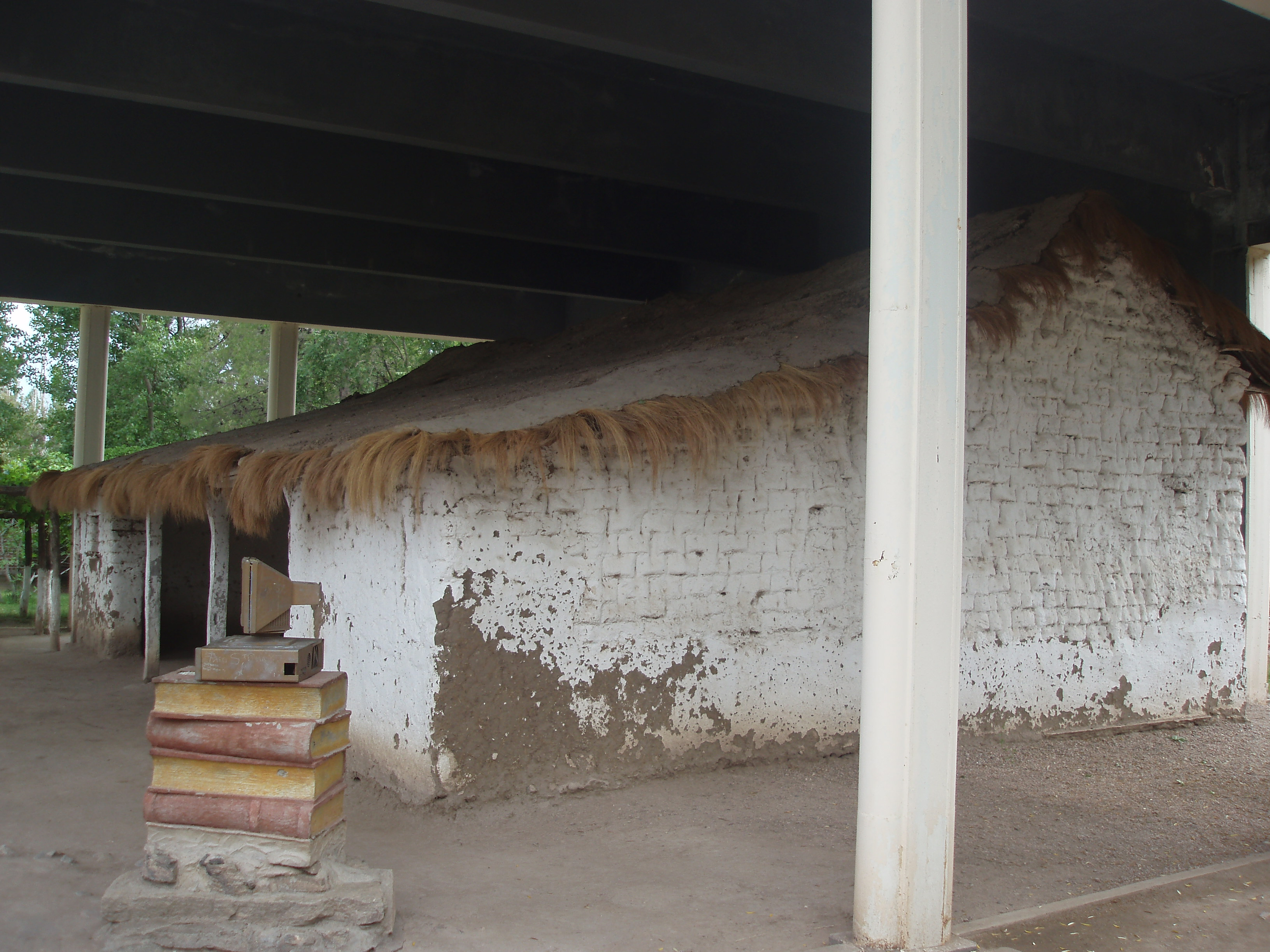
École Sarmiento.

C'est là que s'est exilé le natif de San Juan Domingo Faustino Sarmiento. 
En 1858, le gouverneur Justo Daract visite la localité pour la première fois et ordonne de régulariser le tracé des rues ; une route directe est ouverte de la place à l'emplacement choisi pour le cimetière, le déplaçant et interdisant l'inhumation dans l'église. Il nomme Faustino Berrondo comme administrateur de la chapelle et lui donne des instructions pour l'investissement des revenus, qui doivent être appliqués à la conservation et à l'amélioration de l'église et des ornements du culte. Il a visité l'école des garçons, dirigée par l'éducateur M. Berrondo, pendant plusieurs années, sous les applaudissements de ce quartier cultivé. Avec son aide, l'école de filles, dont la direction a été confiée à Mlle Delfina Varela, s'est également beaucoup développée. La Sociedad Amigos de la Población, alors présidée par le vertueux prêtre Emeterio L. Lucero, a été applaudie et reconnue comme une entité légale. Son titre constituait un beau programme pour les intérêts matériels et moraux de San Francisco. Cette association a été une bonne base et un excellent collaborateur des idées progressistes du gouverneur Daract.
Le 15 mars 1869, le gouverneur José Rufino Lucero y Sosa, après un terrible choléra qui a touché la quasi-totalité de la population de la ville de San Luis, ordonne de délimiter le centre de population de la localité avec la construction d'un temple catholique à la charge du géomètre Mamerto Gutiérrez.
Dans l'un des coins de la Plaza de la Banda Sur, on conserve l'humble petit ranch — protégé par un toit — où Domingo Faustino Sarmiento a vécu à l'âge de 15 ans en 1826-1827. Il s'agit d'une construction simple en pisé et en terre cuite, avec un toit de chaume sur des poutres en bois de peuplier. L'intérieur présente les caractéristiques des maisons, avec les avant-toits soutenus par des troncs rustiques qui recouvrent le modeste couloir. Sur les murs du pavillon, qui se trouve en plein centre de la place, on trouve de nombreuses plaques commémoratives. En 1936, elle a été touchée par un séisme.

## Physionomie
La ville, baignée par le río San Francisco, est bâtie aux pieds des sierras de Michilingue, parmi les vergers qui dominent la campagne environnante. Nombreux y sont les molles, les algarrobos et les palmiers caranday.

## Religion
| Diocèse  | San Luis              |
| -------- | --------------------- |
| Paroisse | San Francisco de Asís |